# نظریه ذهنی ارزش
نظریه ذهنی ارزش نظریه ارزشی است که پشتیبان این ایده است که ارزش یک کالا نه با ویژگی ذاتی آن کالا، نه با میزان کار لازم برای تولید آن، بلکه بر اساس اهمیتی که فرد کنشگر برای کالا در راستای دستیابی به اهداف خود قائل است تعیین می‌شود. با این که نسخهٔ مدرن این نظریه به طور مستقل و همزمان توسط ویلیام استنلی جونز، لئون والراس و کارل منگر در اواخر قرن ۱۹ ایجاد شد در واقع در قرون وسطی و رنسانس به پیش برده شده بود ولی در آن زمان به طور گسترده مورد قبول واقع نشده بود.